# Czerń zbóż

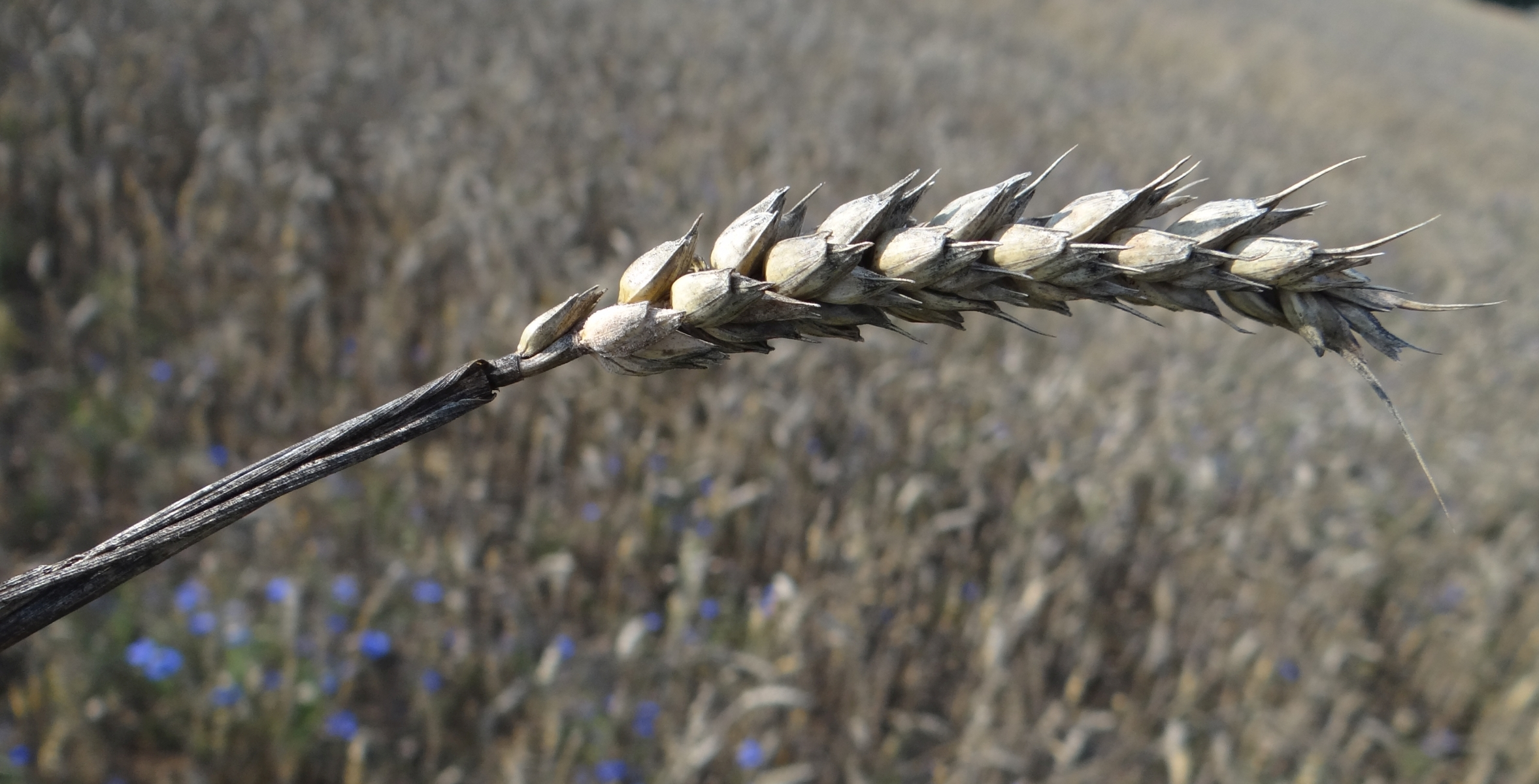
Objawy na źdźble i kłosie pszenicy

Czerń zbóż – grzybowa choroba atakująca wszystkie gatunki i odmiany zbóż.

## Występowanie i szkodliwość
Wywoływana jest głównie przez Cladosporium herbarum, ale wywołują ją także różne inne gatunki grzybów zaliczane do rodzajów Alternaria, Cladosporium i Endococcus. Choroba ma nietypowy przebieg, występuje bowiem głównie na zbożach, które przedwcześnie zaschnęły, na przykład w wyniku podsuszki. Jest to choroba wtórna, wywoływana przez grzyby atakujące już obumarłą, lub obumierającą tkankę roślinną.
Czerń zbóż jest groźna szczególnie dla pszenicy twardej. U innych zbóż jej szkodliwość jest niewielka. Polega na obniżeniu jakości ziarna, gdyż gromadzą się w nim wytwarzane przez grzyby mykotoksyny. Zazwyczaj czerń nie powoduje dużych strat ilościowych – przede wszystkim wpływa na jakość technologiczną ziarna i jego przechowywanie, ale przy silnym i wczesnym porażeniu może obniżyć plon na poziomie od 3 do 4%.

## Objawy
Charakterystycznym objawem jest poczernienie różnych części rośliny: źdźbła, liści, kłosów. Pojawia się u dojrzałych już zbóż, szczególnie, gdy przez dłuższy czas występuje pogoda deszczowa, sprzyjająca rozwojowi grzybów. Poczernieniu kłosów sprzyjają także choroby podstawy źdźbła, np. żółta karłowatość, częściowa płonność kłosów, itp. Objawy czerni zbóż, okres i okoliczności jej pojawiania się są tak charakterystyczne, że wykluczają pomylenie jej z innymi chorobami zbóż.

## Epidemiologia i etiologia
Wszystkie wywołujące czerń zbóż gatunki grzybów są bardzo rozpowszechnione. Są saprotrofami lub słabymi pasożytami. Rozwijają się na różnych obumarłych, lub obumierających częściach roślin. Ich bezpłciowe zarodniki konidialne przenoszone są przez wiatr na duże odległości. Infekcja następuje podczas deszczowej pogody.

## Ochrona
Ze względu na powszechność patogenów i łatwość roznoszenia ich zarodników na duże odległości, nie można zapobiec infekcji. Ze względu na przestrzeganie okresów karencji nie można też stosować zwalczania chemicznego w momencie pojawienia się choroby (następuje to bowiem tuż przed zbiorem). Można jednak ograniczyć szkodliwość choroby poprzez wcześniejsze profilaktyczne zwalczanie chorób grzybowych, prawidłowe nawożenie i zbiór zboża zaraz po jego dojrzeniu. Wcześniej stosowane fungicydy do zwalczania chorób grzybowych (np. septoriozy i innych) częściowo ograniczają również rozwój czerni zbóż.